# Stor-Arasjön
Stor-Arasjön är en sjö i Vilhelmina kommun i Lappland och ingår i Öreälvens huvudavrinningsområde. Sjön har en area på 7,13 kvadratkilometer och ligger 542 meter över havet. Stor-Arasjön ligger i Arasjö Natura 2000-område. Sjön avvattnas av vattendraget Granån (Norrån). Vid provfiske har bland annat abborre, gädda, lake och mört fångats i sjön.

## Delavrinningsområde
Stor-Arasjön ingår i det delavrinningsområde (716809-158555) som SMHI kallar för Utloppet av Stor-Arasjön. Medelhöjden är 567 meter över havet och ytan är 33,78 kvadratkilometer. Det finns inga avrinningsområden uppströms utan avrinningsområdet är högsta punkten. Granån (Norrån) som avvattnar avrinningsområdet har biflödesordning 2, vilket innebär att vattnet flödar genom totalt 2 vattendrag innan det når havet efter 232 kilometer. Avrinningsområdet består mestadels av skog (55 procent) och sankmarker (23 procent). Avrinningsområdet har 7,24 kvadratkilometer vattenytor vilket ger det en sjöprocent på 21,4 procent.

## Fisk
Vid provfiske har följande fisk fångats i sjön:
- Abborre
- Gädda
- Lake
- Mört
- Sik